# بطنج كريتي
البطنج الكريتي أو الستاكس الكريتي (باللاتينية: Stachys cretica) نوع نباتي يتبع جنس البطنج من الفصيلة الشفوية.

## الموئل والانتشار
النبات واطن في بلاد الشام وتركيا والقوقاز وشمال حوض البحر الأبيض المتوسط.

## مرادفات للاسم العلمي
- (باللاتينية: Eriostomum creticum (L.) Hoffmanns. & Link)
- (باللاتينية: Stachys albereana Neyraut & Debeaux)
- (باللاتينية: Stachys altissima Desf.)
- (باللاتينية: Stachys cretica subsp. cretica )
- (باللاتينية: Stachys cretica subsp. velata (Klokov) Greuter & Burdet 	)
- (باللاتينية: Stachys pungens Banks & Sol.)
- (باللاتينية: Stachys velata Klokov)